# ناصر العثمان
ناصر العثمان (انگلیسی: Naser Al-Othman؛ زادهٔ ۱۴ ژانویهٔ ۱۹۷۷) بازیکن فوتبال اهل کویت بود.
وی همچنین در تیم ملی فوتبال کویت بازی کرده‌است.